# Мілліон Мангуф
Мілліон Мангуф (нід. Million Manhoef, нар. 3 січня 2002, Бемстер, Нідерланди) — нідерландський футболіст суринамського походження, фланговий півзахисник клубу «Вітесс» та молодіжної збірної Нідерландів.

## Ігрова кар'єра

### Клубна
Мілліон Манхуф починав займатися футболом у клубах нижчих дивізіонів Нідерландів. У віці 14 - ти років він перейшов до футбольної академії клубу Ередивізі «Вітесс». Починав виступати за юнацьку клубну команду. У серпні 2020 року Манхуф підписав з клубом новий контракт.
Першу гру в основі провів у вересні 2020 року, коли вийшов на заміну у матчі Ередивізі проти столичного «Аякса». У травні 2023 року у матчі проти «Гронінгена» футболіст оформив перший в своїй кар'єрі хет-трик. У сезоні 2022/23 у складі «Вітесса» брав участь у матчах Ліги конференцій.

### Збірна
Маючи суринамське коріння Мілліон Манхуф на міжнародній арені почав свої виступи у складі юнацьких збірних Нідерландів.